# Mianne Bagger

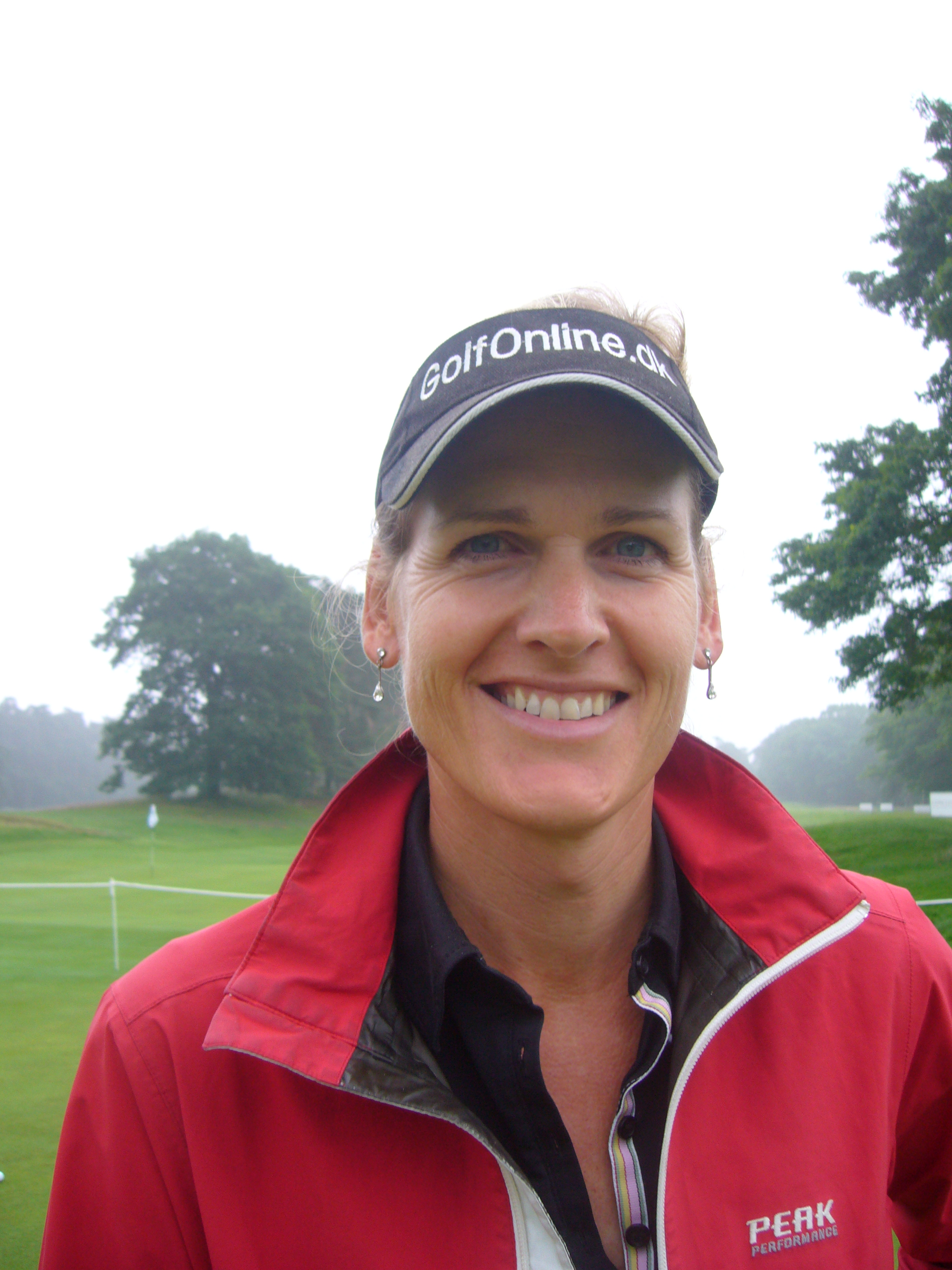
Mianne Bagger

Mianne Bagger (* 25. Dezember 1966 in Dänemark) ist eine Profigolferin, die 1979 mit ihren Eltern nach Australien zog. Bagger spielt seit ihrem achten Lebensjahr Golf. Auf Bildern ist sie im Alter von 14 Jahren mit dem Golfspieler Greg Norman zu sehen.

## Leben
Bagger war bei ihrer Geburt dem männlichen Geschlecht zugeordnet worden und hatte 1995 eine geschlechtsangleichende Operation. Nach dieser Operation spielte sie 1998 erstmals wieder in einem Amateur-Turnier Golf, und zwar in einem Frauen-Turnier. In den Jahren 1999, 2001 und 2002 wurde sie südaustralische Amateurmeisterin.
Im Jahr 2004 gelang es ihr, als erste transgeschlechtliche Golferin an einem Frauen-Profiturnier, den Australian Open, teilzunehmen, nachdem der australische Golfverband seine Teilnahmeregelungen für Golferinnen mit männlicher Vergangenheit geändert hatte. Danach erkämpfte sie sich das Recht, an Profiturnieren in Europa, Südafrika und den USA teilzunehmen. Die dortigen Golfverbände gestatten mittlerweile in Anlehnung an die Regeln des IOC aus 2004 auch jenen Frauen die Teilnahme, die nicht schon bei der Geburt weiblich waren.